# Ворняны

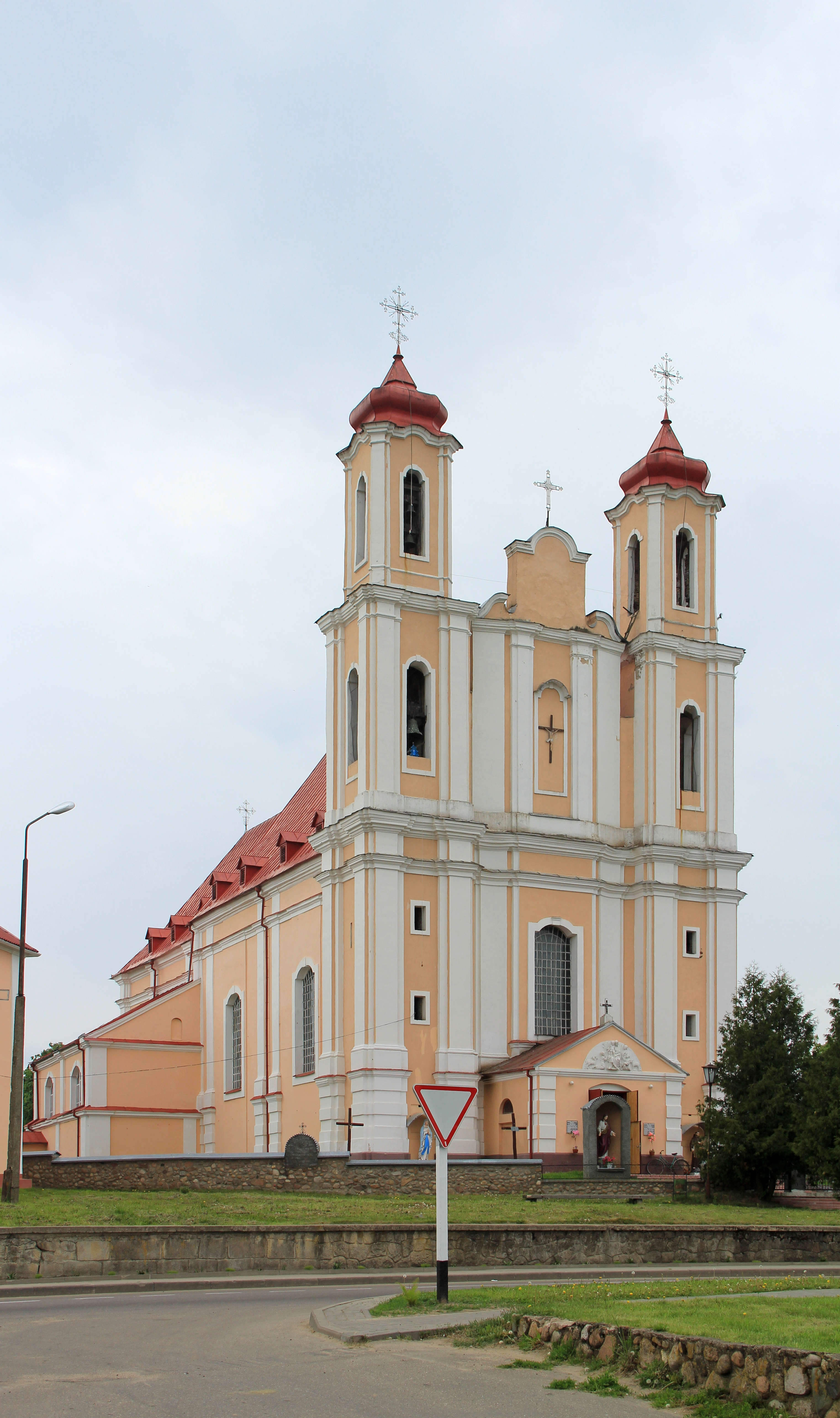
Костёл Святого Юрия

Ворня́ны (бел. Варняны лит. Varnėnai) — агрогородок в Островецком районе Гродненской области Белоруссии. Административный центр Ворнянского сельсовета. Население на 2014 год составляло 1341 человек. Расположен на реке Вилия (Нярис) в 14 км на север от Островца и в 19 км от железнодорожной станции Гудогай.

## История
Первое письменное упоминание датируется 1391 годом. С 1397 года Ворняны упоминаются в числе поселений, которые Ягайло передал Виленскому капитулу. В 1462 году Марина, вдова Сунигайло, основала здесь костёл. В начале XVI века имением владели Пронские и Свирские. Последними здесь был построен новый костёл. В 1-й половине XVI века частью Варнян владели Чижи (Чижевичи), в конце XVI века имение перешло во владение Абрамовичей.
Согласно административно-территориальной реформе (1565—1566), Ворняны вошли в состав Виленского повета Виленского воеводства. В конце XVI века воевода смоленский Ян Абрамович основал здесь кальвинистский сбор, при котором к 1654 году действовали больница и школа.
В 1688 году Ворняны получили статус местечка. Во 2-й половине XVIII века в селении провели реконструкцию его центральной части на основе регулярной ансамблевой застройки.
В результате третьего раздела Речи Посполитой (1795) Ворняны вошли в состав Российской империи, в Виленском уезде Виленской губернии.
В 1920-х годах Наполеон Орда запечатлел Ворняны в своем рисунке.
В 1880-е годы в Ворнянах было 24 здания, костёл, молитвенный дом, школа, приют, 18 магазинов, корчма; проводились еженедельные торги и 12 регулярных ярмарок. При имении работали мельница, кирпичный завод, пивоварня. Во 2-й половине XIX — 1-й половине XX веков местность находилась во владении Снядецких.
Накануне 1914 года Ворняны приобрел Сигизмунд Хоминский.
В Первую мировую войну в 1915 году Ворняны заняли немецкие войска. В 1919—1920 годах в местечко входили польские войска, Красная армия. В 1920 году Ворняны оказались в составе Срединной Литвы, в 1922 г. — в составе межвоенной Польской Республики, в Ошмянском повете Виленского воеводства.
В 1939 году Ворняны вошли в состав БССР, где с 1940 года стали центром сельсовета Островецкого района. Статус населённого пункта был понижен до деревни. С 25 декабря 1962 года до 6 января 1965 г. Ворнянский сельсовет входил в состав Ошмянского района. По состоянию на 1970 год в деревне был 341 двор, на 1992 г. — 445.

## Население
- XIX век: 1885 — около 250 человек.
- XX век: 1970—1284 человек; 1992—1310 человек.

## Инфраструктура
В Ворнянах действуют средняя школа, амбулатория, клуб.

## Экономика
Центр сельскохозяйственного предприятия «Ворняны». Близ агрогородка в 2020 году введена в эксплуатацию Белорусская АЭС.

## Культура
- Дом культуры
- Историко-краеведческий музей ГУО «Ворнянская средняя школа»
- Информационный центр по сохранению атлантических рыб ГУО «Учебно-педагогический комплекс Ворнянский ясли-сад — средняя школа»

## Достопримечательности
- Историческая застройка (конец XVIII — 1-я половина XX века; фрагменты)
- Костёл Святого Юрия (1767—1769)
- Усадьба Абрамовичей (XIX век)
- Кладбища: старое католическое; военное времён Первой мировой войны; польских солдат, погибших в 1920 году

#### Утраченное наследие
- Дворец Абрамовичей (XVIII век)

## Галерея

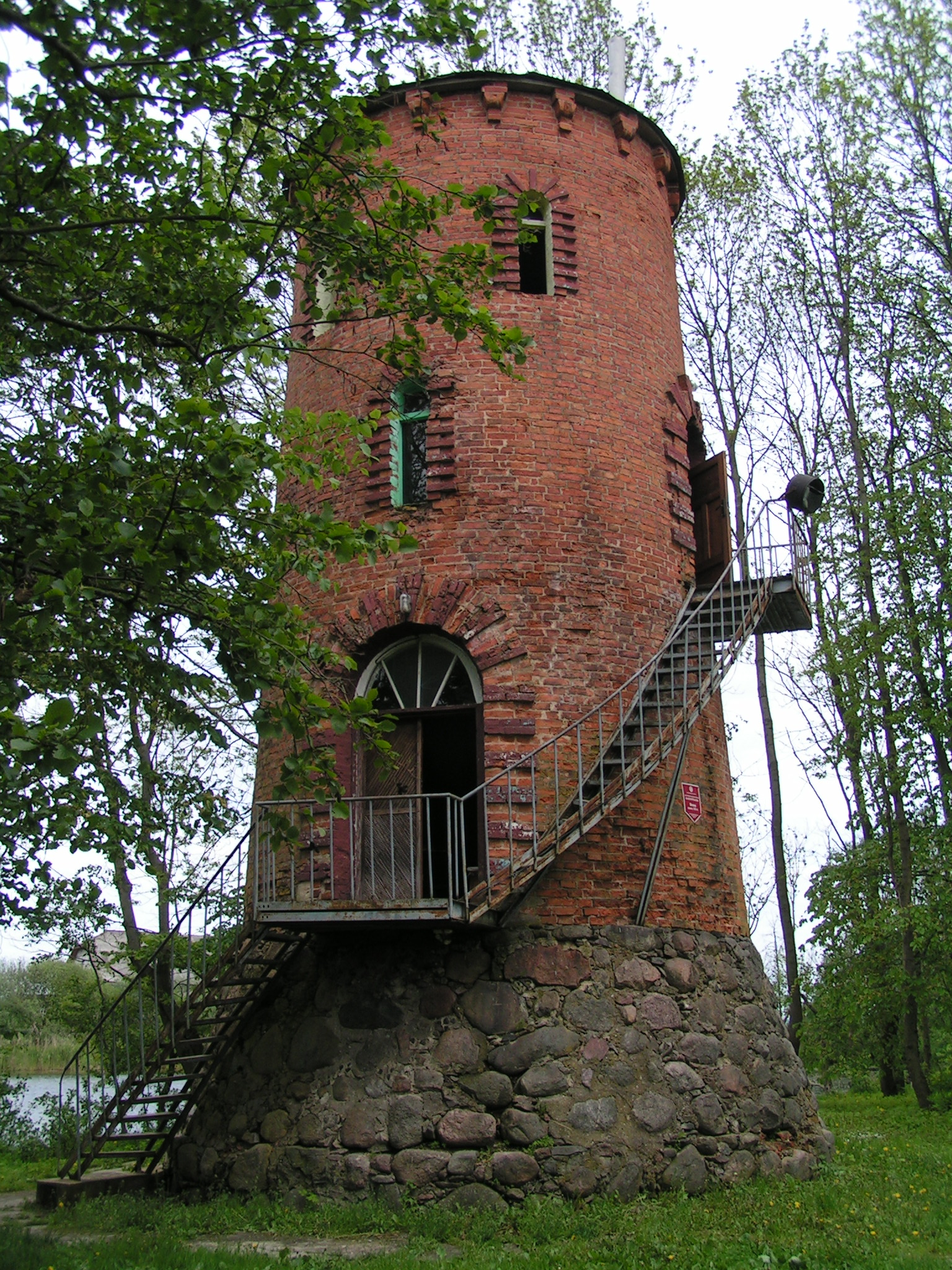
Сторожевая башня усадьбы
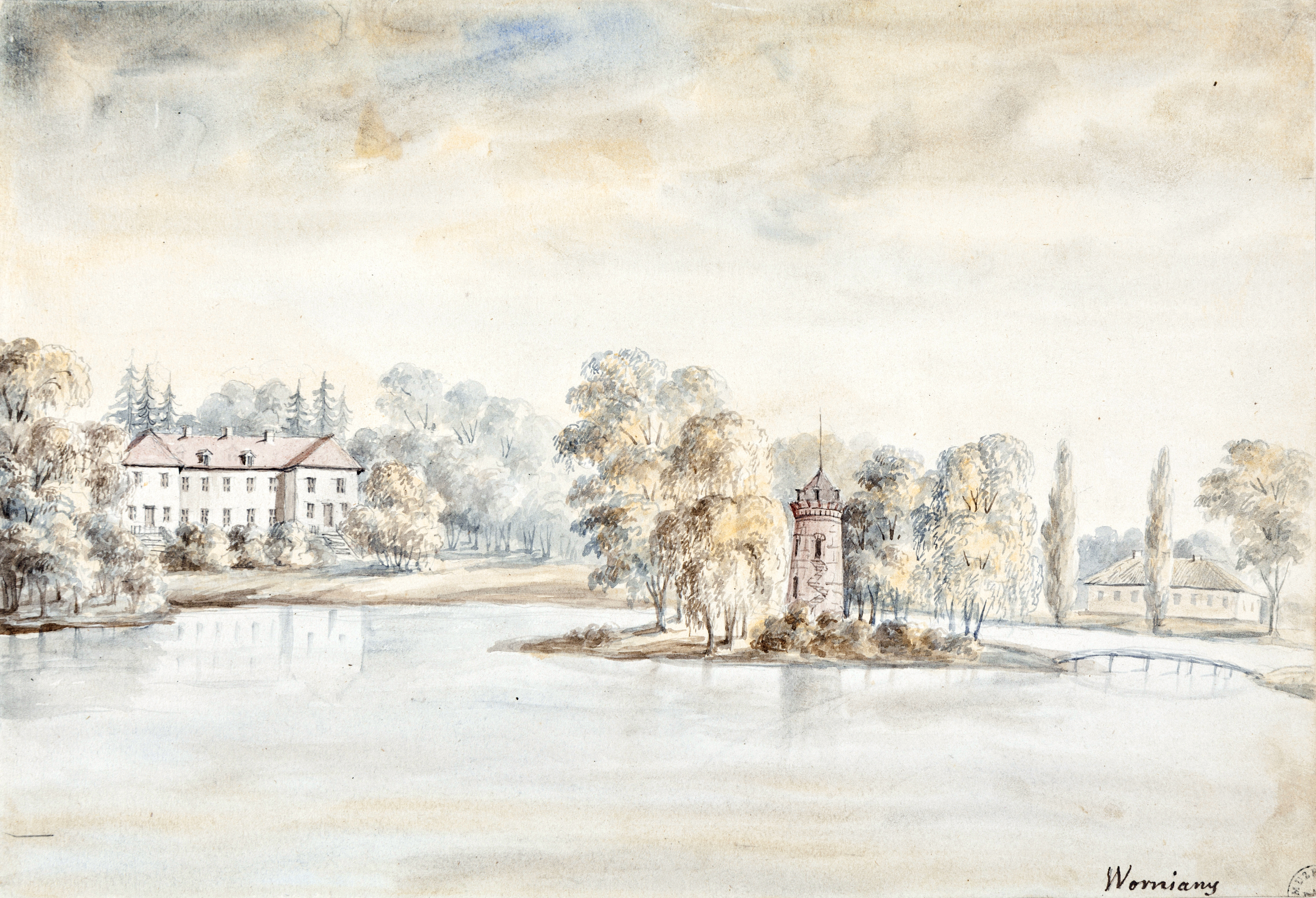
Усадьба Абрамовичей. Н. Орда, XIX век
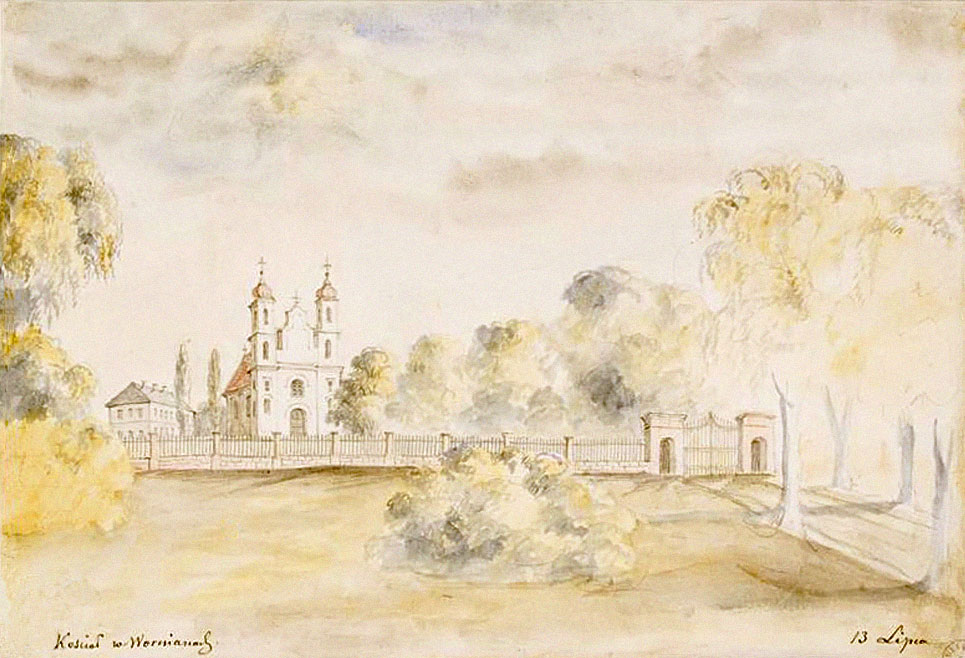
Костёл Св. Юрия. Н. Орда, XIX век